# 細川桃仁
細川 桃仁（ほそかわ とに、7月5日 - ）は、日本の女優、ファッションモデル。神奈川県出身。

## 来歴・人物
イタリア系アメリカ人の父と日本人の母を持つハーフ。
2歳の時、モデル事務所にスカウトされ芸能界入りをする。
20歳までモデル業をしたのち舞台の世界へ。
高校生の時、宝塚に憧れて東京アートスクールへ入門し舞台の基礎を学ぶ。
高校卒業後、舞台の多くの知識を学ぶため昭和音楽芸術学院を経て今日に至る。
主に映画、舞台、ミュージカル俳優、及び雑誌グラビアモデル等で活動している。
2001年より「活劇座」に参加。ゲーム・映画のモーションキャプチャアクトレスとして活動し、参加作品多数。
現時点（2025年）での、自身のモーションキャプチャ出演ゲームタイトル数は、合計500タイトルを悠に超える。

## 主な出演作品

### モデル
- かわいい子供服
- シェィキーズ　チラシ・ポスターモデル
- コダカラーフィルムポスターモデル
- なかよし
- 別冊マーガレット
- マーガレット
- 別冊 フレンド
- エルティーン　表紙モデルレギュラー（1990年 - 1994年）
- 明星ヘア・カタログ
- ヘア・アンド・ビューティー
- 手編み1年生〜彼と私の小物〜（1991年・1992年・1993年）
- IN・EXPRESS　ショーモデル
- IN・EXPRESS　カタログモデル（1991年）
- しんびよう花嫁‘94
- NEC C&C 企業用ポスターモデル
- 池袋マンモスプール　ポスターモデル

### テレビドラマ
- 時空警察ヴェッカーD-02（2002年）- 第8話 マヤ・シュタイナー 役
- お寺の国のアリス（2003年）- クリス斉藤 役
- キミのミカタ
- LOVE×3（2007年）- リンダ・キャロル 役

### 映画
- パンツの穴5 〜キラキラ星見つけた〜（1990年）- リンダ・山本 役
- すくらんぶる・ハーツ 〜恋のソナタ〜（2003年）- 母親 役
- 美少女探偵団〜飛鳥からの風〜（2003年）- ユノ 役
- デビルマン（2004年）
- Wスティール（2005年）- 良枝 役
- 彷徨う女（2005年）
- アタゴオルは猫の森 （2006年） - ツキミ姫 役（モーションキャプチャー担当）

### CM
- クレアラシル

### 舞台
- 舞台役者症候群像（芹川事務所）（1997年）
- ミュージカル　「美少女戦士セーラームーン・セーラースターズ【改訂版】」（1997年冬、サンシャイン劇場 他）- セーラーティンにゃんこ 役   ※2代目
- DRACULA IN Japan（1998年）
- ミュージカル　「美少女戦士セーラームーン・永遠伝説」（1997年夏、サンシャイン劇場 他）- セーラーティンにゃんこ 役
- 前川清 特別公演（1998年 - 1999年）
- 萩本欽一 奮闘喜劇公演（1998年）
- HIMIKO（1999年）
- シンデレラ（1999年、2000年、2002年、2003年）- 王妃、道化マリオム 役
- 友情（1999年〜2000年）- 佐々木万里 役
- 眠れる森の美女（2001年）- 白ウサギ、料理番の娘 役
- Aくんメモ（2001年）
- STEPP'IN2001（2001年）
- 白雪姫（2001年 - 2005年）- 小人レン 役
- 赤い靴（2003年、2007年）- ハンナ 役
- 人魚姫（2004年）- 隣国の王女 役
- シンデレラ（2004年 - 2007年） - 小さいお姉さん 役
- RE・MEMBER（2004年）
- 白雪姫（2005年 - 2009年） - 小人ラン 役
- シンデレラ(2010年) - ねずみ、王妃　役